# French Championships de 1965
O French Championships de 1965 foi um torneio de tênis disputado nas quadras de saibro do Stade Roland Garros, em Paris, na França, entre 17 e 29 de maio. Corresponde à 64ª edição.

## Finais

### Profissional
| Categoria | Evento    | Campeã(s)(o/ões)                    | Vice-campeã(s)(o/ões)            | Resultado          | Chave(s)  | Chave(s)       |
| --------- | --------- | ----------------------------------- | -------------------------------- | ------------------ | --------- | -------------- |
| Simples   | Masculino | Fred Stolle                         | Tony Roche                       | 3–6, 6–0, 6–2, 6–3 | principal | qualificatório |
| Simples   | Feminino  | Lesley Turner Bowrey                | Margaret Court                   | 6–3, 6–4           | principal | qualificatório |
| Duplas    | Masculino | Roy Emerson Fred Stolle             | Ken Fletcher Bob Hewitt          | 6–8, 6–3, 8–6, 6–2 | principal | principal      |
| Duplas    | Feminino  | Margaret Court Lesley Turner Bowrey | Françoise Durr Jeanine Lieffrig  | 6–3, 6–1           | principal | principal      |
| Duplas    | Misto     | Margaret Court Ken Fletcher         | Maria Esther Bueno John Newcombe | 6–4, 6–4           | principal | principal      |

### Juvenil
| Categoria | Evento    | Campeã(s)(o/ões) | Vice-campeã(s)(o/ões) | Resultado | Chave(s)  | Chave(s)       |
| --------- | --------- | ---------------- | --------------------- | --------- | --------- | -------------- |
| Simples   | Masculino | Gerald Battrick  | Georges Goven         | 7–5, 6–4  | principal | qualificatório |
| Simples   | Feminino  | Esme Emanuel     | Elena Subirats        | 6–4, 6–2  | principal | qualificatório |